# El Alto del Coyote
El Alto del Coyote är en ort i Mexiko.   Den ligger i kommunen Culiacán och delstaten Sinaloa, i den västra delen av landet, 1 100 km nordväst om huvudstaden Mexico City. El Alto del Coyote ligger 68 meter över havet och antalet invånare är 193.
Terrängen runt El Alto del Coyote är huvudsakligen platt, men norrut är den kuperad. Terrängen runt El Alto del Coyote sluttar söderut. Runt El Alto del Coyote är det ganska tätbefolkat, med 155 invånare per kvadratkilometer. Närmaste större samhälle är Culiacán, 14,9 km sydost om El Alto del Coyote. Trakten runt El Alto del Coyote består till största delen av jordbruksmark.